# Campionati del mondo Ironman 70.3 del 2012
La gara valida per i Campionati del mondo Ironman 70.3 del 2012 si è svolta a Lake Las Vegas nella città di Henderson in Nevada in data 9 settembre 2012. La competizione è stata sponsorizzata da United States Marine Corps e organizzata dalla World Triathlon Corporation.
La gara maschile è stata vinta dal tedesco Sebastian Kienle, neo-campione del mondo sulla distanza, mentre quella femminile dalla britannica Leanda Cave.
Si è trattata della 7ª edizione dei campionati mondiali di Ironman 70.3, che si tengono annualmente dal 2006.

## Ironman 70.3 - Risultati dei Campionati

### Uomini
| Pos. | Tempo   | Nome              | Paese         | Ripartizione tempi | Ripartizione tempi | Ripartizione tempi | Ripartizione tempi | Ripartizione tempi |
| Pos. | Tempo   | Nome              | Paese         | Nuoto              | T1                 | Bici               | T2                 | Corsa              |
| ---- | ------- | ----------------- | ------------- | ------------------ | ------------------ | ------------------ | ------------------ | ------------------ |
|      | 3:54:35 | Sebastian Kienle  | Germania      | 0:26:32            | 0:00               | 2:07:54            | 0:00               | 1:16:45            |
|      | 3:55:36 | Craig Alexander   | Australia     | 0:23:54            | 0:00               | 2:13:23            | 0:00               | 1:14:58            |
|      | 3:56:25 | Bevan Docherty    | Nuova Zelanda | 0:23:51            | 0:00               | 2:13:41            | 0:00               | 1:15:35            |
| 4    | 3:56:35 | Timothy Odonnell  | Stati Uniti   | 0:23:28            | 0:00               | 2:14:02            | 0:00               | 1:15:51            |
| 5    | 3:56:54 | Andy Potts        | Stati Uniti   | 0:23:20            | 0:00               | 2:13:54            | 0:00               | 1:16:16            |
| 6    | 4:01:17 | Bart Aernouts     | Belgio        | 0:26:30            | 0:00               | 2:13:02            | 0:00               | 1:18:10            |
| 7    | 4:02:30 | Josh Amberger     | Australia     | 0:23:16            | 0:00               | 2:13:47            | 0:00               | 1:21:52            |
| 8    | 4:03:11 | Michael Raelert   | Germania      | 0:23:30            | 0:00               | 2:19:30            | 0:00               | 1:17:05            |
| 9    | 4:03:27 | Faris Al-Sultan   | Germania      | 0:24:09            | 0:00               | 2:13:05            | 0:00               | 1:22:16            |
| 10   | 4:03:59 | Richie Cunningham | Australia     | 0:25:11            | 0:00               | 2:15:16            | 0:00               | 1:20:09            |

### Donne
| Pos. | Tempo   | Nome               | Paese         | Ripartizione tempi | Ripartizione tempi | Ripartizione tempi | Ripartizione tempi | Ripartizione tempi |
| Pos. | Tempo   | Nome               | Paese         | Nuoto              | T1                 | Bici               | T2                 | Corsa              |
| ---- | ------- | ------------------ | ------------- | ------------------ | ------------------ | ------------------ | ------------------ | ------------------ |
|      | 4:28:05 | Leanda Cave        | Regno Unito   | 0:26:07            | 0:00               | 2:28:17            | 0:00               | 1:29:53            |
|      | 4:29:24 | Kelly Williamson   | Stati Uniti   | 0:26:05            | 0:00               | 2:36:26            | 0:00               | 1:23:19            |
|      | 4:32:32 | Heather Jackson    | Stati Uniti   | 0:28:54            | 0:00               | 2:27:45            | 0:00               | 1:32:13            |
| 4    | 4:35:13 | Melissa Hauschildt | Australia     | 0:28:44            | 0:00               | 2:29:32            | 0:00               | 1:33:05            |
| 5    | 4:36:08 | Joanna Lawn        | Nuova Zelanda | 0:28:39            | 0:00               | 2:33:44            | 0:00               | 1:29:22            |
| 6    | 4:36:56 | Heather Wurtele    | Canada        | 0:28:17            | 0:00               | 2:34:49            | 0:00               | 1:29:47            |
| 7    | 4:37:03 | Magali Tisseyre    | Canada        | 0:28:34            | 0:00               | 2:34:45            | 0:00               | 1:29:28            |
| 8    | 4:37:15 | Julia Gajer        | Germania      | 0:28:35            | 0:00               | 2:34:30            | 0:00               | 1:30:15            |
| 9    | 4:37:40 | Margaret Shapiro   | Stati Uniti   | 0:28:00            | 0:00               | 2:33:04            | 0:00               | 1:33:04            |
| 10   | 4:39:59 | Jeanne Collonge    | Francia       | 0:28:57            | 0:00               | 2:35:09            | 0:00               | 1:31:40            |

## Ironman 70.3 - Risultati della serie
Le gare di qualifica al Campionato del mondo Ironman 70.3 si svolgono nei 12 mesi che precedono tale evento.

### Uomini
| Evento          | Oro                 | Tempo   | Argento              | Tempo   | Bronzo               | Tempo   |
| Yeppoon         | Ollie Whistle       | 3:56:44 | Matty White          | 3:56:50 | Richard Thompson     | 3:58:02 |
| Timberman       | Rasmus Henning      | 3:53:41 | Mike Caiazzo         | 4:01:30 | Stephan Vuckovic     | 4:06:36 |
| Brazil          | Adriano Sacchetto   | 3:49:52 | Santiago Ascenço     | 3:51:59 | Reinaldo Colucci     | 3:52:18 |
| Ireland*        | Mike Aigrozg        | 3:50:12 | Pavel Simko          | 3:55:59 | Owen Cummins         | 4:01:26 |
| Muskoka         | Michael Lovato      | 4:15:40 | Sean Bechtel         | 4:17:53 | Justin Park          | 4:20:07 |
| Las Vegas       | Craig Alexander     | 3:54:48 | Chris Lieto          | 3:58:03 | Jeff Symonds         | 3:58:42 |
| Japan           | Hideo Fukui         | 4:10:04 | Fredrik Croneborg    | 4:11:00 | Daiki Masuda         | 4:14:37 |
| Cancún          | Andi Böcherer       | 3:55:19 | Daniel Fontana       | 4:02:05 | Timothy Reed         | 4:04:23 |
| Branson         | Ben Hoffman         | 4:09:02 | Matt Lieto           | 4:13:51 | Karl Bordine         | 4:23:25 |
| Syracuse        | Bart Aernouts       | 3:57:30 | Paul Ambrose         | 4:02:12 | Josh Rix             | 4:03:40 |
| Pays d'Aix      | Stéphane Poulat     | 3:49:53 | Sylvain Sudrie       | 3:50:57 | Julien Loy           | 3:51:04 |
| Augusta         | Viktor Zyemtsev     | 3:47:15 | Maxim Kriat          | 3:49:34 | Tim Berkel           | 3:51:54 |
| Pocono**        | Bart Aernouts       | 3:27:04 | Zach Ruble           | 3:34:33 | Fabian Conrad        | 3:35:35 |
| Austin          | Michael Raelert     | 3:47:48 | Ronnie Schildknecht  | 3:49:48 | Paul Amey            | 3:52:46 |
| Miami           | Sebastian Kienle    | 3:47:01 | Michael Raelert      | 3:48:01 | Matt Reed            | 3:49:37 |
| Taiwan          | Chris McCormack     | 3:54:47 | Hideo Fukui          | 3:58:44 | Frederik Croneborg   | 3:59:34 |
| Port Macquarie  | Clayton Fettell     | 3:53:29 | Tim Reed             | 3:55:29 | Chris Kemp           | 3:56:29 |
| Shepparton      | Leon Griffin        | 3:51:27 | Ollie Whistle        | 4:01:33 | Monty Frankish       | 4:03:13 |
| Phuket          | Michael Raelert     | 3:51:36 | Richie Cunningham    | 3:57:16 | Paul Matthews        | 3:58:24 |
| Canberra        | Tim Reed            | 4:00:46 | Matt Bailey          | 4:04:39 | Joshua Maeder        | 4:06:05 |
| Pucón           | Guilherme Manocchio | 4:01:59 | Santiago Ascenço     | 4:06:32 | Michael Lovato       | 4:07:15 |
| South Africa    | Marino Vanhoenacker | 4:06:25 | Ronnie Schildknecht  | 4:12:56 | Domenico Passuello   | 4:18:37 |
| Panama          | Bevan Docherty      | 3:50:13 | Lance Armstrong      | 3:50:55 | Richie Cunningham    | 3:52:59 |
| Sri Lanka       | Faris Al-Sultan     | 3:51:39 | Bryan Rhodes         | 3:59:14 | Alessandro Degasperi | 4:00:54 |
| Singapore       | Josh Amberger       | 3:54:45 | Denis Vasiliev       | 3:59:25 | Dylan McNeice        | 4:00:51 |
| San Juan        | Timothy O’Donnell   | 3:51:32 | Leon Griffin         | 3:53:08 | Axel Zeebroek        | 3:54:56 |
| California      | Andy Potts          | 3:54:03 | Richie Cunningham    | 3:55:11 | Jesse Thomas         | 3:55:22 |
| Texas           | Timothy O’Donnell   | 3:47:40 | Sebastian Kienle     | 3:48:03 | Ronnie Schildknecht  | 3:48:09 |
| New Orleans***  | Trevor Wurtele      | 3:23:51 | Richie Cunningham    | 3:24:04 | Tom Lowe             | 3:24:05 |
| Busselton       | James Hodge         | 3:55:08 | Matty White          | 3:56:33 | Callum Millward      | 3:58:07 |
| St. Croix       | Andy Potts          | 4:03:31 | Stephane Poulat      | 4:05:25 | Lance Armstrong      | 4:07:08 |
| Mallorca        | Michael Raelert     | 3:57:08 | Michael Göhner       | 4:10:11 | Ben Allen            | 4:12:51 |
| Florida         | Lance Armstrong     | 3:45:38 | Maxim Kriat          | 3:56:56 | Francesc Godoy       | 3:59:45 |
| Austria         | Filip Ospalý        | 3:54:45 | Andreas Raelert      | 3:55:24 | Cyril Viennot        | 3:56:18 |
| Hawaii          | Lance Armstrong     | 3:50:55 | Greg Bennett         | 3:53:41 | Chris Lieto          | 4:05:55 |
| Switzerland     | Michael Raelert     | 3:44:13 | Bart Aernouts        | 3:51:04 | Bruno Clerbout       | 3:51:37 |
| Mooseman        | Clayton Fettell     | 4:00:10 | Maxim Kriat          | 4:13:27 | Karl Bordine         | 4:17:00 |
| Boise****       | Matt Reed           | 2:13:23 | Callum Millward      | 2:13:23 | Timothy O’Donnell    | 2:14:17 |
| Italy           | Daniel Fontana      | 4:13:25 | Alessandro Degasperi | 4:15:31 | Paul Amey            | 4:18:28 |
| Kansas          | Clayton Fettell     | 3:56:59 | Paul Ambrose         | 3:59:33 | Ben Hoffman          | 4:00:43 |
| Eagleman        | Craig Alexander     | 3:44:57 | Greg Bennett         | 3:47:14 | TJ Tollakson         | 3:48:52 |
| U.K.            | Philip Graves       | 4:19:45 | Markus Thomschke     | 4:21:04 | Spencer Harris       | 4:22:14 |
| Japan           | Chris McCormack     | 4:03:40 | Tim Berkel           | 4:03:42 | Fredrik Croneborg    | 4:12:19 |
| Syracuse        | Joe Gambles         | 3:53:51 | Paul Ambrose         | 3:54:48 | Callum Millward      | 3:57:42 |
| Mont-Tremblant  | Romain Guillaume    | 3:58:08 | Ryan Grant           | 4:10:50 | Grant Burwash        | 4:12:33 |
| Buffalo Springs | Drew Scott          | 4:01:13 | Michael Lovato       | 4:01:15 | Joe Umphenour        | 4:01:42 |
| Muncie*****     | Greg Bennett        | 2:00:24 | Joshua Amberger      | 2:01:37 | Ben Hoffman          | 2:03:24 |
| Haugesund       | Filip Ospalý        | 3:47:22 | Rasmus Henning       | 3:54:31 | Gudmund Snilstveit   | 3:57:33 |
| Rhode Island    | Paul Ambrose        | 3:54:29 | Maxim Kriat)         | 4:05:03 | Mike Caiazzo         | 4:07:14 |
| Racine          | Marko Albert        | 3:59:23 | Paul Ambrose         | 4:02:04 | Tim Reed             | 4:04:27 |
| Vineman         | Greg Bennett        | 3:45:49 | Joe Gambles          | 3:46:14 | Paul Matthews        | 3:47:55 |
| Lake Stevens    | Chris Legh          | 4:01:29 | Tim O’Donnel         | 4:01:49 | Trevor Wurtele       | 4:02:29 |
| Antwerp         | Bart Aernouts       | 3:44:51 | Bert Jammaer         | 3:48:39 | Stanislav Krylov     | 3:51:44 |
| Calgary         | Rasmus Henning      | 3:51:02 | Chris Legh           | 3:51:42 | Jeffrey Symonds      | 3:52:36 |
| Philippines     | Pete Jacobs         | 4:07:38 | Cameron Brown        | 4:09:01 | Assad Attamimi       | 4:17:47 |
| Boulder         | Joe Gambles         | 3:44:04 | Jordan Jones         | 3:47:41 | Ben Hoffman          | 3:48:22 |
| Wiesbaden       | Michael Raelert     | 4:03:58 | Bart Aernouts        | 4:06:28 | Boris Stein          | 4:07:51 |

(*) Frazione natatoria accorciata per motivi di sicurezza e a causa del maltempo.
(**) Frazione natatoria cancellata a causa del mare grosso.
(***) Frazione natatoria cancellata a causa di vento forte. La gara è consistita in 2 miglia di corsa, 52 miglia di bicicletta e 13,1 miglia di corsa.
(****) Frazione ciclistica accorciata di 15 miglia a causa delle condizioni di gelo.
(*****) Trasformata in gara olimpica a causa della temperatura troppo calda.

### Donne
| Evento          | Oro                  | Tempo   | Argento              | Tempo   | Bronzo              | Tempo   |
| Yeppoon         | Michelle Wu          | 4:22:43 | Lisa Marangon        | 4:28:11 | Kristy Hallett      | 4:32:38 |
| Timberman       | Chrissie Wellington  | 4:16:33 | Caitlin Snow         | 4:26:36 | Annie Gervais       | 4:34:24 |
| Brazil          | Susana Festner       | 4:18:36 | Claire Horner        | 4:19:00 | María Soledad Omar  | 4:20:08 |
| Ireland*        | Lucy Gossage         | 4:21:09 | Rachel Joyce         | 4:23:37 | Charisa Wernick     | 4:37:41 |
| Muskoka         | Amanda Lovato        | 4:46:43 | Jennifer Tetrick     | 4:51:38 | Missy Kuck          | 4:56:32 |
| Las Vegas       | Melissa Rollison     | 4:20:55 | Karin Thürig         | 4:26:52 | Linsey Corbin       | 4:29:25 |
| Japan           | Belinda Granger      | 4:45:59 | Emi Shiono           | 4:48:12 | Saori Ohmatsu       | 4:50:22 |
| Cancún          | Christie Sym         | 4:40:31 | Heather Gollnick     | 4:45:41 | Melody Ramírez      | 4:51:22 |
| Branson         | Jessica Meyers       | 4:45:14 | Nina Kraft           | 4:51:59 | Mackenzie Madison   | 4:53:27 |
| Syracuse        | Nikki Butterfield    | 4:18:57 | Caroline Steffen     | 4:21:54 | Samantha Warriner   | 4:33:31 |
| Pays d'Aix      | Jeanne Collonge      | 4:17:42 | Johanna Daumas       | 4:24:20 | Erika Csomor        | 4:26:35 |
| Augusta         | Emma-Kate Lidbury    | 4:19:31 | Amanda Lovato        | 4:25:54 | Heather Jackson     | 4:28:30 |
| Pocono**        | Magali Tisseyre      | 3:57:11 | Jessie Donovan       | 4:02:46 | Jennifer Tetrick    | 4:04:11 |
| Austin          | Jessica Meyers       | 4:29:15 | Mandy McLane         | 4:34:39 | Caroline Gregory    | 4:38:28 |
| Miami           | Leanda Cave          | 4:13:35 | Magali Tisseyre      | 4:21:12 | Emma-Kate Lidbury   | 4:23:11 |
| Taiwan          | Michelle Wu          | 4:31:55 | Maki Nishiuchi       | 4:56:17 | Venessa Colless     | 4:57:41 |
| Port Macquarie  | Carrie Lester        | 4:28:25 | Samantha Warriner    | 4:29:50 | Joanna Lawn         | 4:32:27 |
| Shepparton      | Samantha Warriner    | 4:25:25 | Lisa Marangon        | 4:27:56 | Nicole Ward         | 4:35:22 |
| Phuket          | Melissa Rollison     | 4:17:01 | Natascha Badmann     | 4:30:42 | Radka Vodičková     | 4:34:50 |
| Canberra        | Lisa Marangon        | 4:24:41 | Michelle Wu          | 4:30:24 | Nicole Ward         | 4:39:55 |
| Pucón           | Carla Stampfli       | 4:38:03 | Valentina Carvallo   | 4:40:23 | Heather Gollnick    | 4:46:46 |
| South Africa    | Jodie Swallow        | 4:39:01 | Lucie Zelenková      | 4:43:56 | Tine Deckers        | 4:46:13 |
| Panama          | Angela Naeth         | 4:15:31 | Kelly Williamson     | 4:19:11 | Margaret Shapiro    | 4:19:34 |
| Sri Lanka       | Lucie Zelenková      | 4:30:17 | Katja Rabe           | 4:34:13 | Christie Sym        | 4:36:38 |
| Singapore       | Mary Beth Ellis      | 4:19:35 | Michelle Wu          | 4:25:31 | Kate Bevilaqua      | 4:32:19 |
| San Juan        | Kelly Williamson     | 4:14:06 | Linsey Corbin        | 4:18:38 | Radka Vodičková     | 4:23:23 |
| California      | Melanie McQuaid      | 4:19:13 | Heather Jackson      | 4:21:57 | Meredith Kessler    | 4:23:40 |
| Texas           | Kelly Williamson     | 4:13:27 | Yvonne Van Vlerken   | 4:18:47 | Amy Marsh           | 4:20:16 |
| New Orleans***  | Sarah Piampiano      | 3:43:58 | Heather Wurtele      | 3:45:53 | Mirinda Carfrae     | 3:47:28 |
| Busselton       | Felicity Sheedy-Ryan | 4:21:27 | Kate Bevilaqua       | 4:22:29 | Lisa Marangon       | 4:24:46 |
| St. Croix       | Angela Naeth         | 4:28:12 | Mary Beth Ellis      | 4:33:34 | Sara Gross          | 4:46:33 |
| Mallorca        | Emma-Kate Lidbury    | 4:39:05 | Tine Deckers         | 4:43:18 | Natascha Schmitt    | 4:47:11 |
| Florida         | Jessica Jacobs       | 4:24:34 | Jennifer Tetrick     | 4:26:09 | Amanda Stevens      | 4:28:19 |
| Austria         | Julia Gajer          | 4:23:14 | Erika Csomor         | 4:24:08 | Natascha Badmann    | 4:24:24 |
| Hawaii          | Linsey Corbin        | 4:26:09 | Julia Grant          | 4:30:17 | Beth Walsh          | 4:31:47 |
| Switzerland     | Nicola Spirig        | 4:08:52 | Caroline Steffen     | 4:12:17 | Gina Crawford       | 4:19:53 |
| Mooseman        | Magali Tisseyre      | 4:32:40 | Mary Beth Ellis      | 4:35:11 | Lesley Paterson     | 4:39:10 |
| Boise****       | Jodie Swallow        | 2:29:28 | Malaika Homo         | 2:31:51 | Nikki Butterfield   | 2:33:33 |
| Italy           | Kristin Möller       | 4:47:58 | Edith Niederfriniger | 4:50:06 | Jacqui Slack        | 4:51:04 |
| Kansas          | Rachel Joyce         | 4:13:46 | Amanda Stevens       | 4:36:26 | Kirsten Sass        | 4:37:32 |
| Eagleman        | Meredith Kessler     | 4:12:40 | Margaret Shapiro     | 4:22:38 | Kristin Andrews     | 4:26:56 |
| UK              | Eimear Mullan        | 4:53:33 | Emma-Kate Lidbury    | 4:56:23 | Simone Brändli      | 4:57:16 |
| Japan           | Tanaka Keiko         | 4:37:33 | Ohmatsu Saori        | 4:40:24 | Katja Rabe          | 4:47:43 |
| Syracuse        | Angela Naeth         | 4:16:27 | Jodie Swallow        | 4:19:00 | Nikki Butterfield   | 4:24:52 |
| Mont-Tremblant  | Magali Tisseyre      | 4:23:30 | Annie Gervais        | 4:38:41 | Gillian Clayton     | 4:39:52 |
| Buffalo Springs | Amanda Stevens       | 4:26:09 | Jessica Jacobs       | 4:28:47 | Allison Linnell     | 4:36:04 |
| Muncie*****     | Kelly Williamson     | 2:10:53 | Jodie Swallow        | 2:14:55 | Mirinda Carfrae     | 2:15:33 |
| Haugesund       | Mary Beth Ellis      | 4:16:09 | Michelle Vesterby    | 4:24:24 | Jeanne Collonge     | 4:25:18 |
| Rhode Island    | Caitlin Snow         | 4:32:50 | Annie Gervais        | 4:40:43 | Miranda Tomenson    | 4:40:58 |
| Racine          | Jessica Jacobs       | 4:26:04 | Dede Griesbauer      | 4:32:06 | Christie Sym        | 4:33:10 |
| Vineman         | Meredith Kessler     | 4:10:15 | Melissa Hauschildt   | 4:11:05 | Amy Marsh           | 4:13:21 |
| Lake Stevens    | Mirinda Carfrae      | 4:26:38 | Sheila Croft         | 4:33:13 | Tenille Hoogland    | 4:38:28 |
| Antwerp         | Nicola Spirig        | 4:10:47 | Susie Hignett        | 4:23:37 | Heleen Bij de Vaate | 4:25:49 |
| Calgary         | Magali Tisseyre      | 4:17:24 | Heather Jackson      | 4:18:12 | Melanie McQuaid     | 4:23:09 |
| Philippines     | Caroline Steffen     | 4:20:48 | Bree Wee             | 4:27:24 | Belinda Granger     | 4:32:09 |
| Boulder         | Liz Blatchford       | 4:07:48 | Melissa Hauschildt   | 4:09:44 | Leanda Cave         | 4:10:55 |
| Wiesbaden       | Anja Beranek         | 4:36:09 | Virginia Berasategui | 4:40:30 | Julia Gajer         | 4:40:39 |

(*) Frazione natatoria accorciata per motivi di sicurezza e a causa del maltempo.
(**) Frazione natatoria cancellata a causa del mare grosso.
(***) Frazione natatoria cancellata a causa di vento forte. La gara è consistita in 2 miglia di corsa, 52 miglia di bicicletta e 13,1 miglia di corsa.
(****) Frazione ciclistica accorciata di 15 miglia a causa delle condizioni di gelo.
(*****) Trasformata in gara olimpica a causa della temperatura troppo calda.

## La serie
| Data              | Evento                                   | Località                                                    |
| ----------------- | ---------------------------------------- | ----------------------------------------------------------- |
| 14 agosto 2011    | Ironman 70.3 Yeppoon                     | Yeppoon, Queensland, Australia                              |
| 21 agosto 2011    | Ironman 70.3 Timberman                   | Gilford, New Hampshire, Stati Uniti d'America               |
| 27 agosto 2011    | Ironman 70.3 Brazil                      | Penha, Santa Catarina, Brasile                              |
| 4 settembre 2011  | Ironman 70.3 Ireland                     | Galway, Irlanda                                             |
| 11 settembre 2011 | Ironman 70.3 Muskoka                     | Huntsville, Ontario, Canada                                 |
| 11 settembre 2011 | Ironman 70.3 World Championship          | Las Vegas, Nevada, Stati Uniti d'America                    |
| 18 settembre 2011 | Ironman 70.3 Japan                       | Tokoname, Giappone                                          |
| 18 settembre 2011 | Ironman 70.3 Cancún                      | Cancún, Quintana Roo, Messico                               |
| 18 settembre 2011 | Ironman 70.3 Branson                     | Branson, Missouri, Stati Uniti d'America                    |
| 18 settembre 2011 | Ironman 70.3 Syracuse                    | Syracuse, New York, Stati Uniti d'America                   |
| 25 settembre 2011 | Ironman 70.3 Pays d'Aix                  | Aix-en-Provence, Francia                                    |
| 25 settembre 2011 | Ironman 70.3 Augusta                     | Augusta, Georgia Stati Uniti d'America                      |
| 2 ottobre 2011    | Ironman 70.3 Pocono Mountains            | Stroudsburg, Pennsylvania, Stati Uniti d'America            |
| 23 ottobre 2011   | Ironman 70.3 Austin                      | Austin, Texas, Stati Uniti d'America                        |
| 30 ottobre 2011   | Ironman 70.3 Miami                       | Miami, Florida, Stati Uniti d'America                       |
| 5 novembre 2011   | Ironman 70.3 Taiwan                      | Hengchun, Taiwan                                            |
| 6 novembre 2011   | Ironman 70.3 Port MacQuarie              | Port Macquarie, Nuovo Galles del Sud, Australia             |
| 13 novembre 2011  | Ironman 70.3 Shepparton                  | Shepparton, Victoria, Australia                             |
| 4 dicembre 2011   | Ironman 70.3 Asia Pacific Championship†† | Phuket, Thailandia                                          |
| 11 dicembre 2011  | Ironman 70.3 Canberra                    | Canberra, Territorio della Capitale, Australia              |
| 15 gennaio 2012   | Ironman 70.3 Pucon                       | Pucón, Cile                                                 |
| 22 gennaio 2012   | Ironman 70.3 South Africa                | Municipalità metropolitana di Buffalo City, Sudafrica       |
| 12 febbraio 2012  | Ironman 70.3 Latin American Championship | Panama, Panama                                              |
| 19 febbraio 2012  | Ironman 70.3 Sri Lanka                   | Colombo, Sri Lanka                                          |
| 18 marzo 2012     | Ironman 70.3 Singapore                   | Singapore                                                   |
| 18 marzo 2012     | Ironman 70.3 San Juan                    | San Juan, Porto Rico                                        |
| 31 marzo 2012     | Ironman 70.3 California                  | Oceanside, California, Stati Uniti d'America                |
| 1º aprile 2012    | Ironman 70.3 US Pro Championship         | Galveston Island, Texas, Stati Uniti d'America              |
| 22 aprile 2012    | Ironman 70.3 New Orleans                 | New Orleans, Louisiana, Stati Uniti d'America               |
| 5 maggio 2012     | Ironman 70.3 Busselton                   | Busselton, South West, Australia                            |
| 6 maggio 2012     | Ironman 70.3 St. Croix††                 | Saint Croix, Isole Vergini Americane, Stati Uniti d'America |
| 12 maggio 2012    | Ironman 70.3 Mallorca                    | Alcúdia, Spagna                                             |
| 20 maggio 2012    | Ironman 70.3 Florida                     | Haines City, Florida, Stati Uniti d'America                 |
| 20 maggio 2012    | Ironman 70.3 Austria                     | Sankt Pölten, Austria                                       |
| 2 giugno 2012     | Ironman 70.3 Hawaii††                    | Kohala, Isola di Hawaii, Stati Uniti d'America              |
| 3 giugno 2012     | Ironman 70.3 Switzerland                 | Rapperswil-Jona, Svizzera                                   |
| 3 giugno 2012     | Ironman 70.3 Mooseman                    | Newfound Lake, New Hampshire, Stati Uniti d'America         |
| 9 giugno 2012     | Ironman 70.3 Boise                       | Boise, Idaho, Stati Uniti d'America                         |
| 10 giugno 2012    | Ironman 70.3 Italy                       | Pescara, Italia                                             |
| 10 giugno 2012    | Ironman 70.3 Kansas                      | Lawrence, Kansas, Stati Uniti d'America                     |
| 10 giugno 2012    | Ironman 70.3 Eagleman††                  | Cambridge, Maryland, Stati Uniti d'America                  |
| 17 giugno 2012    | Ironman 70.3 U.K.                        | Wimbleball Lake, Regno Unito                                |
| 24 giugno 2012    | Ironman 70.3 Japan††                     | Tokoname, Giappone                                          |
| 24 giugno 2012    | Ironman 70.3 Syracuse                    | Syracuse, New York, Stati Uniti d'America                   |
| 24 giugno 2012    | Ironman 70.3 Mont Tremblant              | Mont-Tremblant, Québec, Canada                              |
| 24 giugno 2012    | Ironman 70.3 Buffalo Springs Lake†† ‡    | Lubbock, Texas, Stati Uniti d'America                       |
| 7 luglio 2012     | Ironman 70.3 Muncie                      | Muncie, Indiana, Stati Uniti d'America                      |
| 8 luglio 2012     | Ironman 70.3 Norway                      | Haugesund, Norvegia                                         |
| 8 luglio 2012     | Ironman 70.3 Rhode Island                | Providence, Rhode Island, Stati Uniti d'America             |
| 15 luglio 2012    | Ironman 70.3 Racine                      | Racine, Wisconsin, Stati Uniti d'America                    |
| 15 luglio 2012    | Ironman 70.3 Vineman                     | Contea di Sonoma, California, Stati Uniti d'America         |
| 15 luglio 2012    | Ironman 70.3 Lake Stevens                | Lake Stevens, Washington, Stati Uniti d'America             |
| 22 luglio 2012    | Ironman 70.3 Antwerp‡                    | Anversa, Belgio                                             |
| 29 luglio 2012    | Ironman 70.3 Calgary                     | Calgary, Alberta, Canada                                    |
| 5 agosto 2012     | Ironman 70.3 Philippines                 | Provincia di Cebu, Filippine                                |
| 5 agosto 2012     | Ironman 70.3 Boulder                     | Boulder, Colorado, Stati Uniti d'America                    |
| 12 agosto 2012    | Ironman 70.3 European Championship       | Wiesbaden, Germania                                         |

†† Evento di qualifica anche per la gara dei Campionati del mondo Ironman 2012
‡ Evento di qualifica anche per la gara dei Campionati del mondo Ironman 2012 handbyke

## Medagliere competizioni
| Pos. | Paese         | Oro | Argento | Bronzo |    |
| ---- | ------------- | --- | ------- | ------ | -- |
| 1    | Australia     | 30  | 26      | 24     | 80 |
| 2    | Stati Uniti   | 26  | 28      | 33     | 87 |
| 3    | Germania      | 11  | 7       | 5      | 23 |
| 4    | Regno Unito   | 10  | 5       | 10     | 25 |
| 5    | Canada        | 9   | 6       | 10     | 25 |
| 6    | Svizzera      | 5   | 6       | 3      | 14 |
| 7    | Belgio        | 4   | 4       | 3      | 11 |
| 8    | Francia       | 3   | 3       | 4      | 10 |
| 9    | Brasile       | 3   | 2       | 1      | 6  |
| 10   | Rep. Ceca     | 3   | 1       | 2      | 6  |
| 11   | Nuova Zelanda | 2   | 5       | 5      | 12 |
| 12   | Giappone      | 2   | 4       | 2      | 8  |
| 13   | Danimarca     | 2   | 2       | 0      | 4  |
| 14   | Ucraina       | 1   | 4       | 0      | 5  |
| 15   | Italia        | 1   | 3       | 2      | 6  |
| 16   | Irlanda       | 1   | 0       | 1      | 2  |
| 17   | Estonia       | 1   | 0       | 0      | 1  |
| 18   | Svezia        | 0   | 1       | 2      | 3  |
| 19   | Spagna        | 0   | 1       | 1      | 2  |
| 20   | Ungheria      | 0   | 1       | 1      | 2  |
| 21   | Russia        | 0   | 1       | 1      | 2  |
| 22   | Cile          | 0   | 1       | 0      | 1  |
| 23   | Paesi Bassi   | 0   | 1       | 0      | 1  |
| 24   | Sudafrica     | 0   | 1       | 0      | 1  |
| 25   | Slovacchia    | 0   | 1       | 0      | 1  |
| 26   | Argentina     | 0   | 0       | 1      | 1  |
| 27   | Messico       | 0   | 0       | 1      | 1  |
| 28   | Norvegia      | 0   | 0       | 1      | 1  |
| 29   | Thailandia    | 0   | 0       | 1      | 1  |